# 10-es metró (Nanking)
A nankingi metróhálózat 10-es jelzésű vonala a Antömen állomást és Jüsanlut köti össze. A vonal hossza 21,6 kilométer, amin 14 állomás található. 2014-ben jött létre a hálózat harmadik vonalaként (az 1-es és a 2-es után) az 1-es metró Antömen és Olimpiai Stadion közötti, 2005-ben átadott szakaszának leválasztásával és annak Jüsanlu állomásig hosszabbításával.

## Állomáslista
|                          |              |            |  |
| Antömen                  | 安德门       | 1-es vonal |  |
| Hsziaohang               | 小行         |            |  |
| Csongseng                | 中胜         | 7-es vonal |  |
| Jüantung                 | 元通         | 2-es vonal |  |
| Olimpiai Stadion         | 奥体中心     |            |  |
| Mengtutacsie             | 梦都大街     |            |  |
| Lüpojüan                 | 绿博园       |            |  |
| Csianghszincsou          | 江心洲       |            |  |
| Lincsiang                | 临江         |            |  |
| Pukouvanhujcseng         | 浦口万汇城   |            |  |
| Nankingi Műszaki Egyetem | 南京工业大学 |            |  |
| Lunghualu                | 龙华路       |            |  |
| Ventelu                  | 文德路       |            |  |
| Jüsanlu                  | 雨山路       |            |  |
|                          |              |            |  |

## Fordítás
- Ez a szócikk részben vagy egészben  a   Line 10, Nanjing Metro című angol Wikipédia-szócikk fordításán alapul.  Az eredeti cikk szerkesztőit annak laptörténete sorolja fel. Ez a jelzés csupán a megfogalmazás eredetét és a szerzői jogokat jelzi, nem szolgál a cikkben szereplő információk forrásmegjelöléseként.
- Ez a szócikk részben vagy egészben  a(z)   南京地铁10号线 című kínai Wikipédia-szócikk fordításán alapul.  Az eredeti cikk szerkesztőit annak laptörténete sorolja fel. Ez a jelzés csupán a megfogalmazás eredetét és a szerzői jogokat jelzi, nem szolgál a cikkben szereplő információk forrásmegjelöléseként.